# Jerzy Madej
Jerzy Stanisław Madej (ur. 2 września 1935 w Starachowicach, zm. 10 sierpnia 2020 w Koszalinie) – polski polityk, inżynier, nauczyciel akademicki, senator I, II i III kadencji, poseł na Sejm III kadencji.

## Życiorys
Absolwent Wydziału Budownictwa Politechniki Gdańskiej z 1958. W 1968 uzyskał stopień doktora w Instytucie Budownictwa Wodnego Polskiej Akademii Nauk, w którym pracował od 1956. Habilitował się w 1979 na Politechnice Wrocławskiej. Od 1976 był zawodowo związany z Wyższą Szkołą Inżynierską w Koszalinie, przekształconą w Politechnikę Koszalińską. Był profesorem tej uczelni. Specjalizował się w geotechnice, kierował Zakładem Geotechniki koszalińskiej uczelni.
Należał do Związku Nauczycielstwa Polskiego. W latach 80. związał się z pierwszą „Solidarnością”.
Przez dwanaście lat (1989–2001) zasiadał w parlamencie. Był senatorem I, II i III kadencji reprezentującym województwo koszalińskie. Następnie sprawował mandat posła III kadencji, do którego został wybrany w okręgu koszalińskim jako bezpartyjny kandydat z listy Unii Wolności. W 2001 wycofał się z bieżącej polityki.
Był zaangażowany w działalność Komitetu Obrony Demokracji.
Pochowany na cmentarzu komunalnym w Koszalinie.

## Odznaczenia
Odznaczony Krzyżem Kawalerskim Orderu Odrodzenia Polski (2004).